# Góc khuất học đường
Góc khuất học đường (tiếng Hàn: 멜랑꼴리아; Romaja: Mellangkkollia, tiếng Anh: Melancholia) là bộ phim truyền hình Hàn Quốc do Kim Sang-hyeob đạo diễn và có sự tham gia diễn xuất của Im Soo-jung, Lee Do-hyun, Jin Kyung, Jang Hyun-sung. Phim kể về những vụ bê bối tham nhũng trong các trường trung học tư thục ở Gangnam. Phim là một dự án đặc biệt kỷ niệm 15 năm thành lập tvN và sẽ được phát sóng trên kênh tvN vào thứ Tư và thứ Năm hàng tuần lúc 22:30 (KST), bắt đầu từ ngày 10 tháng 11 năm 2021. Phim cũng sẽ được phát trực tuyến thông qua nền tảng iQIYI.

## Nội dung
Phim kể về câu chuyện của Ji Yoon-soo (do Im Soo-jung thủ vai), một giáo viên dạy toán tại trường trung học tư thục Ahseong danh tiếng tuy nhiên nơi đây cũng là một điểm nóng về tham nhũng. Bề ngoài tuy cô tốt bụng nhưng lại rất ngoan cường và bướng bỉnh một khi quyết định một vấn đề gì đó. Cô cực kỳ đam mê môn toán và luôn khuyến khích học sinh của mình tự tìm ra câu trả lời. Tại trường, cô gặp Baek Seung-yoo (do Lee Do-hyun thủ vai), một học sinh rắc rối xếp hạng cuối lớp. Cô nhận thấy tiềm năng của cậu trong môn toán nên đã kèm cặp và đã dần cải thiện điểm của Seung-yoo rồi trở thành số một trong lớp.
Baek Seung-yoo là một học sinh hiếm khi trò chuyện với bạn bè, nhưng cậu thích chụp ảnh bằng máy ảnh của mình. Tuy cậu không có bạn bè nhưng quá khứ của cậu lại gây sốc. Khi còn là một đứa trẻ, cậu đã giành được rất nhiều giải Olympic về toán học. Năm 10 tuổi, cậu vào học tại Học viện Công nghệ Massachusetts, Hoa Kỳ, nhưng lại đột ngột mất tích vào năm 12 tuổi.
Yoon-soo không biết rằng sự tương tác của cô với Seung-yoo tạo nên những tin đồn về bê bối tình dục giữa giáo viên và học sinh, vì việc này mà cô bị đuổi việc. Bốn năm sau, Yoon-soo và Seung-yoo gặp lại nhau. Giờ đây, cả hai đều đã trưởng thành, họ đoàn kết để vạch trần những bê bối ở trường trung học Ahseong, và lấy lại danh tiếng của Yoon-soo với tư cách là một giáo viên.

## Dàn diễn viên

### Vai chính
- Im Soo-jung trong vai Ji Yoon-soo, một giáo viên dạy toán[4]
  - Cha Jung-hyun trong vai Ji Yoon-soo thời trẻ[5]
- Lee Do-hyun trong vai Baek Seung-yoo, một thiên tài toán học
  - Choi Seung-hun trong vai Baek Seung-yoo thời trẻ

### Vai phụ

#### Trường trung học Asung
- Jeon Jin-ki trong vai Choi Seong-han,

Hiệu trưởng trường trung học Asung
- Jin Kyung trong vai Noh Jung-ah, trưởng ban giáo vụ trường trung học Ahsung[7]
- Woo Da-vi trong vai Seong Ye-rin, con gái của Min Joon và Hye Mi, học sinh đứng đầu tại trường trung học Ahseong[8]
- Oh Hye-won trong vai Noh Yeon-woo, con gái thứ hai của chủ tịch Học viện Asung và hiệu trưởng trường trung học quốc tế Ahsung[9]
- Choi Woo-sung trong vai Jang Gyu-yeong,

Học sinh đứng thứ hai toàn trường, cậu luôn có sự ghen tị với Baek Seung-yoo.
- Yang Jo-ah trong vai Kim Jin-hee,

Là giáo viên tiếng Hàn của trường trung học Asung và là giáo viên chủ nhiệm của lớp 8 năm hai
- Kim Mi-hye trong vai Ahn Seong-go

Giáo viên dạy toán tại trường trung học Ahseong
- Lee Kang-ji trong vai Lee Hyun-jae, bạn thân của Baek Seung-yoo[13]
- Lee Sang-jin trong vai Park Hyun-do, bạn thân của Baek Seung-yoo. Cậu sôi nổi và trung thực, tham gia câu lạc bộ khiêu vũ cùng với Seungyoo và Hyunjae[14]
- Son Jin-hwan trong vai Oh Jin-taek, hiệu trưởng trường trung học Asung, một trường trung học tư thục nổi tiếng[15]
- Kim Ji-young trong vai Kim Ji-na

Con gái duy nhất của Noh Jung-ah, trưởng phòng phụ trách trường trung học Asung. Cô có biệt danh là Little Paris Hilton

#### Vai trò khác
- Choi Dae-hoon trong vai Ryoo Seong-jae, hôn phu của Yoon Soo, cố vấn chính sách tại Văn phòng Giáo dục[17]
- Jang Hyun-sung trong vai Seong Min-joon, phụ huynh của một học sinh trường trung học Asung và là đại biểu Quốc hội
- Byun Jung-soo trong vai Yoo Hye-mi, nữ diễn viên hàng đầu, vợ của Seong Min-jun
- Baek Ji-won trong vai Min Hee-seung, một người mẹ đau khổ vì con trai mình là học sinh đứng cuối toàn trường.
- Kim Ho-jin trong vai Baek Min-sik, bác sĩ tâm thần ở Hangok-dong
- Sunwoo trong vai mẹ của Jenny, Một người mẹ làm việc chăm chỉ vì việc học của con gái mình[18]

## Sản xuất
Vào tháng 4 năm 2021, Im Soo-jung được mời tham gia bộ phim này, khi đó công ty đại diện của cô đã ra thông cáo rằng họ đang tích cực xem xét đề nghị này. Với việc tham gia bộ phim này, Im Soo-jung sẽ đánh dấu sự trở lại màn ảnh nhỏ sau hai năm kể từ loạt phim Tìm kiếm: WWW phát sóng năm 2019 trên kênh tvN. Các vai diễn trong phim được xác nhận vào tháng 7 năm 2021. Sun Woo sẽ trở lại màn ảnh nhỏ sau 7 năm kể từ lần cuối trong loạt phim Family Secret năm 2014.

## Phát sóng
Bộ phim ban đầu được dự kiến phát sóng vào ngày 3 tháng 11, tuy nhiên vì trong đoàn làm phim có nhân viên dương tính với COVID-19 nên lịch chiếu được lùi lại tới ngày 10 tháng 11 năm 2021.

## Nhạc phim

### Phần 1
| Phát hành 17 tháng 11 năm 2021 | Phát hành 17 tháng 11 năm 2021 | Phát hành 17 tháng 11 năm 2021 | Phát hành 17 tháng 11 năm 2021 | Phát hành 17 tháng 11 năm 2021 | Phát hành 17 tháng 11 năm 2021 |
| STT                            | Nhan đề                        | Phổ lời                        | Phổ nhạc                       | Ca sĩ                          | Thời lượng                     |
| ------------------------------ | ------------------------------ | ------------------------------ | ------------------------------ | ------------------------------ | ------------------------------ |
| 1.                             | "All I Need"                   | Jayins, Jemma                  | Jayins                         | Jemma                          | 3:10                           |
| 2.                             | "All I Need" (Inst.)           |                                |                                |                                | 3:10                           |

### Phần 2
| Phát hành 2 tháng 12 năm 2021 | Phát hành 2 tháng 12 năm 2021 | Phát hành 2 tháng 12 năm 2021 | Phát hành 2 tháng 12 năm 2021 | Phát hành 2 tháng 12 năm 2021 | Phát hành 2 tháng 12 năm 2021 |
| STT                           | Nhan đề                       | Phổ lời                       | Phổ nhạc                      | Ca sĩ                         | Thời lượng                    |
| ----------------------------- | ----------------------------- | ----------------------------- | ----------------------------- | ----------------------------- | ----------------------------- |
| 1.                            | "Darling"                     | Choi In-young                 | Choi In-young                 | Sunwoo Jung-a                 | 4:10                          |
| 2.                            | "Darling" (Inst.)             |                               |                               |                               | 4:10                          |

### Phần 3
| Phát hành 9 tháng 12 năm 2021 | Phát hành 9 tháng 12 năm 2021              | Phát hành 9 tháng 12 năm 2021 | Phát hành 9 tháng 12 năm 2021 | Phát hành 9 tháng 12 năm 2021 | Phát hành 9 tháng 12 năm 2021 |
| STT                           | Nhan đề                                    | Phổ lời                       | Phổ nhạc                      | Ca sĩ                         | Thời lượng                    |
| ----------------------------- | ------------------------------------------ | ----------------------------- | ----------------------------- | ----------------------------- | ----------------------------- |
| 1.                            | "Lily of the Valley" (Bài hát gốc: DANIEL) | DANIEL                        | DANIEL                        | Ban nhạc Na Sang-hyun         | 4:20                          |
| 2.                            | "Lily of the Valley" (Inst.)               |                               |                               |                               | 4:20                          |

### Phần 4
| Phát hành 16 tháng 12 năm 2021 | Phát hành 16 tháng 12 năm 2021 | Phát hành 16 tháng 12 năm 2021 | Phát hành 16 tháng 12 năm 2021 | Phát hành 16 tháng 12 năm 2021 | Phát hành 16 tháng 12 năm 2021 |
| STT                            | Nhan đề                        | Phổ lời                        | Phổ nhạc                       | Ca sĩ                          | Thời lượng                     |
| ------------------------------ | ------------------------------ | ------------------------------ | ------------------------------ | ------------------------------ | ------------------------------ |
| 1.                             | "Let Me Know"                  | Hanjun, Park Sejun             | Lee Yoojin, Park Sejun         | CHEEZE (cheese)                | 2:56                           |
| 2.                             | "Let Me Know" (Inst.)          |                                | Lee Yoojin, Park Sejun         |                                | 2:56                           |

## Tỷ suất người xem
| Mùa | Mùa | Số tập | Số tập | Số tập | Số tập | Số tập | Số tập | Số tập | Số tập | Số tập | Số tập | Số tập | Số tập | Số tập | Số tập | Số tập | Số tập | Trung bình |
| Mùa | Mùa | 1      | 2      | 3      | 4      | 5      | 6      | 7      | 8      | 9      | 10     | 11     | 12     | 13     | 14     | 15     | 16     | Trung bình |
| --- | --- | ------ | ------ | ------ | ------ | ------ | ------ | ------ | ------ | ------ | ------ | ------ | ------ | ------ | ------ | ------ | ------ | ---------- |
|     | 1   | 743    | 523    | 557    | 356    | 423    | 330    | 545    | 450    | 649    | 451    | 605    | 458    | 507    | 520    | 551    | 520    | 512        |

| Tập | Ngày phát sóng       | Tỷ suất người xem (Nielsen Hàn Quốc) | Tỷ suất người xem (Nielsen Hàn Quốc) |
| Tập | Ngày phát sóng       | Toàn quốc                            | Seoul                                |
| --- | -------------------- | ------------------------------------ | ------------------------------------ |
| 1 | 10 tháng 11 năm 2021 | 3,617%                               | 4,174%                               |
| 2 | 11 tháng 11 năm 2021 | 2,407%                               | 2,459%                               |
| 3 | 17 tháng 11 năm 2021 | 2,529%                               | 2,548%                               |
| 4 | 18 tháng 11 năm 2021 | 1,619%                               | 1,682%                               |
| 5 | 24 tháng 11 năm 2021 | 1,993%                               | 1,865%                               |
| 6 | 25 tháng 11 năm 2021 | 1,496%                               | 1,738%                               |
| 7 | 1 tháng 12 năm 2021  | 2,654%                               | 3,035%                               |
| 8 | 2 tháng 12 năm 2021  | 1,887%                               | 1,762%                               |
| 9 | 8 tháng 12 năm 2021  | 3,163%                               | 3,085%                               |
| 10 | 9 tháng 12 năm 2021  | 2,203%                               | 2,024%                               |
| 11 | 15 tháng 12 năm 2021 | 2,741%                               | 2,632%                               |
| 12 | 16 tháng 12 năm 2021 | 2,260%                               | 2,467%                               |
| 13 | 22 tháng 12 năm 2021 | 2,349%                               | 1,740%                               |
| 14 | 23 tháng 12 năm 2021 | 2,303%                               | 1,903%                               |
| 15 | 29 tháng 12 năm 2021 | 2,720%                               | 2,769%                               |
| 16 | 30 tháng 12 năm 2021 | 2,450%                               | 2,277%                               |
| Trung bình | Trung bình           | 2,399%                               | 2,386%                               |
| - Trong bảng trên, số màu xanh chỉ tỷ suất người xem thấp nhất, số màu đỏ chỉ tỷ suất người xem cao nhất. - Bộ phim được phát sóng trên kênh truyền hình cáp/trả phí nên có lượng người xem thấp hơn các kênh truyền hình công cộng (KBS, SBS, MBC, EBS). |                      |                                      |                                      |